# Apostasia nuda
Apostasia nuda ist eine Pflanzenart aus der Gattung Apostasia in der Familie der Orchideen (Orchidaceae). Sie wächst in Südostasien im Schatten feuchter Wälder. Es kommen Pflanzen mit weißen sowie mit gelben Blüten vor.

## Beschreibung
Apostasia nuda wächst als ausdauernde krautige Pflanzen, die Wuchshöhen von 40 bis 60 cm, selten bis 70 cm erreicht. Sie bildet ein Rhizom von 2 bis 3 mm Durchmesser, das mit 5 mm langen Niederblättern besetzt ist. Die Wurzeln entspringen den Achseln der Niederblätter und der untersten Laubblätter, sie weisen einen Durchmesser von 2 bis 3 mm auf. Die Laubblätter können dicht beieinander oder in relativ großen Abständen an der Sprossachse stehen, sie werden 17 bis 27 cm lang (selten beträgt die Länge nur 13 cm bzw. bis zu 45 cm) bei einer Breite von 0,6 bis 1,3 cm (selten nur 0,45 bzw. bis 1,5 cm). Die Blattbasis formt eine undeutlich abgesetzte Scheide, die den Stängel umfasst, die Blattspreite ist linealisch-lanzettlich, sie endet spitz mit einer fadenförmigen, 6 bis 13 mm langen Spitze. Von den 18 bis 80 Längsadern treten meist fünf, gelegentlich nur drei, deutlich hervor.
Blühende und fruchtende Pflanzen wurden zu allen Jahreszeiten gefunden. Für Vietnam gibt Averyanov eine Blütezeit im Januar und Februar an.
Am Ende des Stängels befinden sich zahlreiche dicht gedrängte, bis 20 mm lange und 4 mm breite Hochblätter, aus denen der rispige, übergeneigte Blütenstand entspringt. Er setzt sich aus zwei bis zwölf traubigen Teilblütenständen zusammen, von denen jeder 15 bis 25, gelegentlich bis 32 Blüten trägt. Die Tragblätter der Blüten sind schmal dreieckig bis lanzettlich geformt, 2 bis 10 mm lang bei 1 bis 1,5 mm Breite, sie enden spitz. Hochblätter und Tragblätter besitzen wie die Laubblätter eine winzige fadenförmig ausgezogene Spitze. Die Blüten sind weiß oder gelb, wobei die weißen häufiger vorkommen. Beim Aufblühen rollen sich die Blütenblätter nach hinten zurück. Die Blüten sind 1,2 bis 1,4, selten bis 1,9 cm groß, die sechs Blütenblätter messen 3,3 bis 4,5 mm in der Länge. Die drei äußeren Blütenblätter (Sepalen) sind mit 0,6 bis 1 mm Breite etwas breiter als die Tepalen, die 0,5 bis 0,6 mm, selten bis 1 mm breit werden. Alle Blütenblätter besitzen eine kleine aufgesetzte Spitze (etwa 0,3 mm lang und 0,1 mm breit). Die drei inneren Blütenblätter sind gleich gestaltet, eine Lippe ist nicht zu unterscheiden. Der Fruchtknoten ist 8 bis 11 mm lang und misst 0,8 bis 1 mm im Durchmesser. Die Säule besteht aus zwei fruchtbaren Staubblättern und dem Griffel, die alle am Grund miteinander verwachsen sind. Die Säule wird 0,5 bis 1,1 mm lang und ist zumeist deutlich gebogen. Die Staubblätter sind 3,2 bis 3,5 mm lang und 0,7 bis 1,2 mm breit, im Querschnitt eine breite halbe Ellipse formend, an der Basis zweilappig, an der Spitze ragt das Konnektiv etwas über den Staubbeutel hinaus. Die Staubfäden sind nur für ein kurzes Stück frei, die Staubbeutel haften aneinander. Der Griffel ist 3,6 bis 4 mm lang und überragt damit die Staubbeutel für ein kleines Stück, er ist längs undeutlich mit zwei Riefen versehen. Die Narbe kann unterschiedliche Formen besitzen, abgeflacht, kugelig, unregelmäßig viereckig, kegelförmig oder dreilappig. Die Frucht ist grün, 12 bis 15 mm lang bei 1 mm Durchmesser. Sie enthält die Samen, deren Oberfläche gleichmäßig eingebuchtet bis fast glatt ist.

## Chromosomenzahl
Die Chromosomenzahl beträgt 2n = 48.

## Vorkommen
Apostasia nuda hat ein großes Verbreitungsgebiet, das von Myanmar über Thailand, die malaiische Halbinsel bis zu den Inseln Borneo, Sumatra und Java reicht. Die Standorte liegen in Wäldern in einer Höhenlage von 100 bis 1300 m.
Averyanov gibt für Vietnam Standorte in Nadel- und Laubwäldern über Schiefergestein an. Die Höhenlagen der gefundenen Pflanzen reicht von 320 bis 1400 m.
Auf Java wurde Apostasia nuda nur im Westen der Insel gefunden, wo sie in feuchten Wäldern in Höhenlagen zwischen 800 und 1000 m vorkommt.

## Verwendung
De Vogel berichtet von einer medizinischen Verwendung der gekochten Wurzeln auf der malaiischen Halbinsel.

## Systematik
Die Erstbeschreibung von Apostasia nuda erfolgte 1830 von Robert Brown in Nathaniel Wallichs Werk Plantae Asiaticae Rariores. Innerhalb der Gattung Apostasia ordnet de Vogel 1969 Apostasia nuda in die Sektion Adactylus ein; in dieser Sektion sind im Gegensatz zur zweiten Sektion Apostasia zwei fruchtbare Staubblätter und kein Staminodium vorhanden.